# Les Masses
Les Masses est une localité suisse de la commune de Hérémence dans le Val d'Hérémence. Elle se situe dans le district d'Hérens, dans le canton du Valais.
Le village fait partie du domaine skiable des 4 Vallées avec La Tzoumaz, Nendaz, Verbier et Veysonnaz.